# Aïn Charchar
Aïn Charchar (em árabe: عين شرشار) é uma comuna localizada na província de Skikda, Argélia. De acordo com o censo de 2008, a população total da cidade era de 15 725 habitantes.